# 陳嘉訓
陳嘉訓（？—？），字彝仲，號思岗，江西饒州府鄱阳县人。明朝政治人物。

## 生平
萬曆十七年（1589年）己丑科進士。初授行人，三十二年（1604年），出为南京吏科给事中，裁正上供钱粮，聿清耗蠹，中贵人惮之。时青宫迁延未定，屡疏请立光宗。及论罢越闽两巡抚与有司之不肖者，先是科员命下，例当面閣。时相温颜留与语，嘉训不为动，辞出至南中，不逾年竟论罢之，嘉训亦以是谪归。